# Phalacropsis dispar
Phalacropsis dispar là một loài bọ cánh cứng trong họ Phalacridae. Loài này được LeConte miêu tả khoa học năm 1879.